# سنگ سفید (حسین‌آباد)
سنگ سفید روستایی در دهستان حسین‌آباد جنوبی بخش حسین‌آباد شهرستان سنندج استان کردستان ایران است.

## جمعیت
بر پایه سرشماری عمومی نفوس و مسکن در سال ۱۳۹۵ جمعیت این روستا ۱۸۷ نفر (۵۶خانوار) بوده‌است.